# Adin Djoixnas
Adin Djoixnas o Adin Goixnasp (en algunes fonts transcrit com a Adin Joshnas, Ayin Goshasp, Azin Joshnas, Azen Goshnasp) fou un comandant militar sassànida a les ordes del rei Ormazd IV (579-590). Algunes fonts l'assenyalen també com a escrivà (dabir), com a wazir (ministre) o com a ministre principal. Al-Taalibi diu que el rei el consultava alguns afers però no assenyala cap títol. Alguns historiadors àrabs el fan nadiu del Khuzestan. Sembla que quan el general Vararanes Chobin va aconseguir la gran victòria de Shava sobre els turcs, Adin va tenir enveja i va acusar al general d'haver-se apropiat per a si mateix de la millor part del botí enviant al rei només una petita part. Però algunes fonts donen com acusadors del general a altres personatges com Bahmuda, el fill del kakhan dels turcs, que era ostatge a la cort, o alguns cortesans. Fou enviat a lluitar contra el general rebel Vararanes Chobin i va morir assassinat en el camí, a Hamadan. Algunes fonts diuen que en realitat se li havia encarregat anar a demanar excuses al general per les sospites sense motiu que havien provocat la seva revolta. En tot cas la mort no li va deixar acabar la tasca. Se sospita que hi podria haver confusió a les fonts entre Adin Goixnasp i Yazd Goixnasp, que fou visir de Còsroes I (531-579) però fou executat per orde d'Ormazd.